# Нагорное кладбище (Баку)
Нагорное кладбище (азерб. Dağüstü qəbiristanlıq) или кладбище Пир-Ванзари — многоконфессиональное кладбище, располагавшееся до первой половины 1930-х годов в городе Баку. Кладбище было расположено на вершине Бакинского холма, известного как Пирвянзяри, к юго-западу от селения Чемберекенд, пригорода Баку.
На плане города Баку 1899 года, составленным городским инженером полковником Николаем фон дер Нонне, видно, что кладбище в этот период состояло из ряда участков: мусульманских, армяно-григорианских, православных, католического, лютеранского, еврейского и молоканского. Также на территории кладбища было расположено несколько часовен.
В первой половине 1930-х годов кладбище было снесено, а на этом месте был разбит парк имени С. М. Кирова. В 1990 году, на бывшей мусульманской части кладбища были похоронены тела жертв трагедии Чёрного января, а впоследствии и погибших в ходе Карабахского конфликта. Сегодня эта территория известна как Аллея шахидов.

## История кладбища

### История возникновения

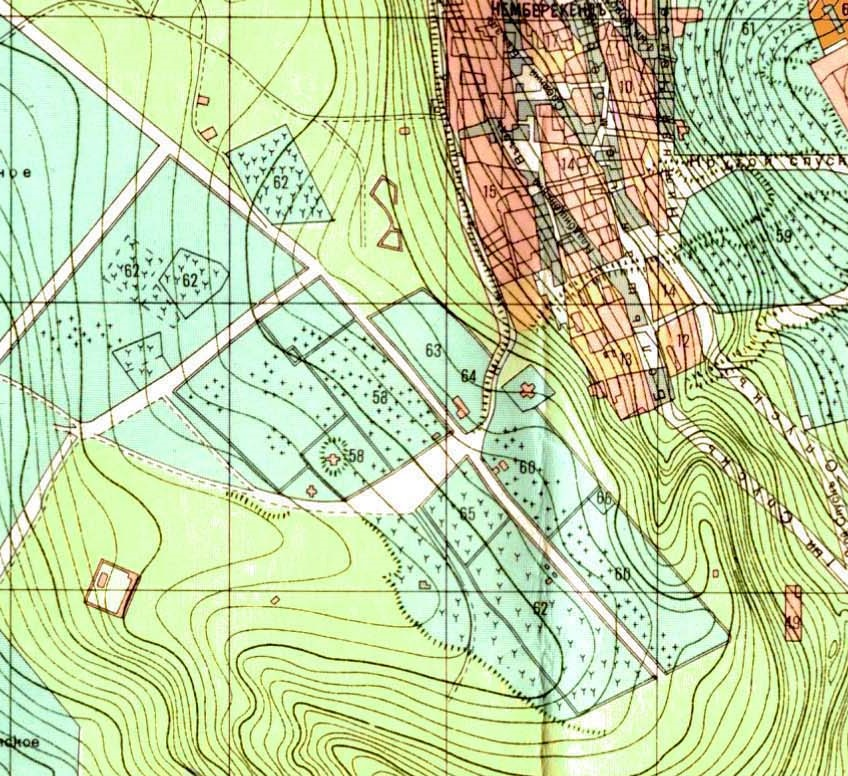
План кладбища на карте фон дер Нонне 1899 года. Номерами обозначены участки: 62—мусульманский, 60—армяно-григорианский, 66—еврейский, 58—православный, 65—молоканский, 63—католический, 64—лютеранский

В августовских номерах бакинской газеты «Каспий» 1882 года отмечалось, что расположение Чемберекендского кладбища в непосредственной близости от жилых построек является вредным для населения. Газета, в частности, отмечала, что кладбища, в особенности русское, начинается прямо с крыш крайних городских домов и чтобы войти с набережной на кладбище, достаточно взойти по парадной ступени первого же дома, чтобы с последней ступени прямо перескочить на могилы, и одного небольшого шага с крыши любого из тех домов достаточно, чтобы очутиться на кладбище.
Многие жители сообщали корреспондентам газеты, что в сильную жару чувствовалась сильная вонь от трупных разложений. Указывалось также, что на кладбище не было особого отделения для умерших от эпидемических болезней. В газете предлагалось выделить для кладбища новое место за гребнем той же горы, на склоне которого было расположено кладбище.
27 сентября 1882 года на втором очередном собрании Бакинской городской думы рассматривался вопрос о перенесения Чемберекендского кладбища на новое место. Новое место было выбрано за кладбищем.
В июньском номере газеты «Каспий» 1883 года Бакинская городская управа объявила, что вследствие постановления Санитарного комитета и согласно приговорам Бакинской городской думы, все существующие при городе Баку под предместьем Чемберекенд мусульманские и христианские кладбища с 1 июля закрываются навсегда. Новые погребение нужно было производить на вновь избранных местах на площади горы Пиркен-Зари (Пирвянзяри) выше Чемберекенда. Погребение же умерших на старых кладбищах уже строго воспрещалось.

### Дальнейшая история
8 августа 1883 года на кладбище была открыта часовня для анатомирования трупов, куда стали направляться все покойники, подлежащие вскрытию. Помещение же Михайловской больницы, где трупы анатомировались до этого, было закрыто.
В начале 1910-х на месте мусульманской части Чемберекендского кладбища было принято решение построить здание для мусульманского духовного училища «Саадет». В одну из пятниц народ собрался на кладбище, ахунд прочитал молитву, после чего родные и близкие покойных перенесли останки на Нагорное кладбище, пустые могилы же сровняли с землёй и 23 декабря 1912 года был заложен фундамент здания училища.

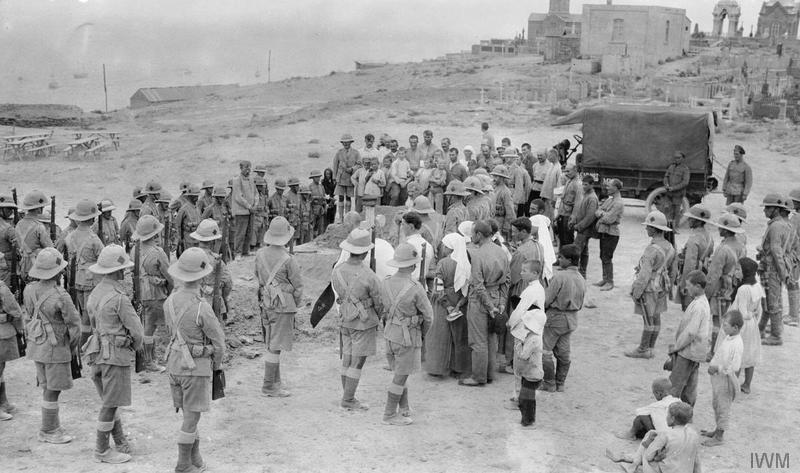
Похороны британских военнослужащих на кладбище в 1918 году

В 1918 году на мусульманском участке кладбища были захоронены тела жертв мартовских событий. В сентябре этого же года на кладбище были похоронены тела турецких военнослужащих Османской империи, погибших в битве за Баку (в 1999 году на этом месте был установлен мемориал-обелиск), а на католическом участке кладбища были похоронены тела британских военнослужащих, погибших в этой же битве (сегодня на этом месте расположены Пламенные башни).

### Снос кладбища
В первой половине 30-х годов XX века Нагорное кладбище было снесено, а на его месте разбит Нагорный парк имени С. М. Кирова. Проектирование этого парка было начато в 1931 году архитектором Л. А. Ильиным. По словам самого Ильина, в первый день своего второго приезда в Баку вершина Бакинского холма представляла собой заброшенный участок, «где вповалку лежали забытые надгробья». В те годы отмечалось, что эти старые кладбища давно пережили все установленные для своего существования сроки и занимали не по праву доминирующее положение над всем городом. Позднее на территории нового парка был воздвигнут памятник С. Кирову и построен ресторан «Дружба народов».
Тела многих были перезахоронены на других кладбищах города, к примеру тело похороненного здесь Мусы Нагиева перезахоронили на кладбище селения Биладжары. Останки ряда известных личностей, как Гусейна Араблинского, Джалила Мамедкулизаде, Абдуррагим-бека Ахвердиева были перезахоронены на Аллее почетного захоронения. Однако, могилы таких людей, как Самед-бек Мехмандаров, Зивер-бек Ахмедбеков, Алирза Расизаде, были утеряны.
В 1990 году, на бывшей мусульманской части кладбища были похоронены тела жертв трагедии Чёрного января, а впоследствии и погибших в ходе Карабахского конфликта. Сегодня эта территория известна как Аллея шахидов.